# Edmund Finke
Pour les articles homonymes, voir Finke.
Edmund Finke, né le 23 juillet 1888 à Vienne, et mort le 11 mars 1968 à Vienne, est un biographe et romancier autrichien, auteur de roman policier.

## Biographie
Il publie de nombreux romans policiers avant, pendant et après la Seconde Guerre mondiale, dont plusieurs se déroulent dans des cadres exotiques, notamment Der Tempel des Kukulcan : ein Kriminalroman aus Mittelamerika (1948) en Amérique du Sud.
En 1965, il fait paraître une grande saga historique, Die Tautenhayns, contant l'histoire d'une famille autrichienne.
Il a également rédigé des biographies, notamment sur Otto Wirz (1877-1946), écrivain suisse de langue allemande.

## Œuvre

### Romans
- Der Mörder verliert den Robber (1935)
- Chapman und Cole wird ausgerottet (1937)
- Das Geheimnis des "Schreitenden Apollon" (1937)
- Die Hamadryade (1937)
- Schwarzes Segelschiff auf rotem Grund (1938)
- Das letzte Mittel (1939)
- Das unlösbare Rätsel (1939)
- Die vier Angelhaken ou Der Mord in der Parkstraße (1939)
- Das Geheimnis des Stahlschranks : Ein interessanter Kriminalfall (1939)
- Die Teufelsschlüsse (1940)
- Der Tod vor dem Spiegel (1940)
- Der Weg aus der Hölle (1940)
- Das dreifache Angesicht (1941)
- Die Fürstin Seravallo (1942)
- Tod vor dem Spiegel (1942)
- Der Tempel des Kukulcan : ein Kriminalroman aus Mittelamerika (1948)
- Der ermordete Mörder (1949)
- Das Gift der Marquise (1950)
- Zirkus Monteverdi (1951)
- Die Stockzwinge (1951) Publié en français sous le titre La Ferrure d'or, Paris, Librairie des Champs-Élysées, Le Masque no 454, 1953
- Das Dorseträtsel (1952)
- Die Kurtisane : Topographie eines Verbrechens (1952)
- Ein Mann fiel durch die Tür (1952)
- Mordfall Cravisi (1952)
- Ein Mann verschwand (1953)
- Das unlösbare Rätsel (1953)
- Das Geheimnis des Bankhauses (1954)
- Irrenpfleger Gavro Skorp : Ein Roman aus d. Kreisen d. intern. Geheimdienstes (1955)
- Das Geheimnis des "Prince of Wales" (1956)
- Der große Zirkus (1959)
- Die Tautenhayns (1965)

### Recueils de nouvelles
- Das Rätsel der "Mauretania" (1940)
- Zehn einwandfreie Alibis und andere Kriminalnovellen (1941) Publié en français sous le titre Dix alibis irréprochables, dans V. Platini (éd.), Krimi, une anthologie du récit policier sous le Troisième Reich, Toulouse, Anacharsis, 2014
- Das verborgene Motiv (1943)
- Die Lockung des Abgrunds (1948)

### Autres publications
- Das magische Ich - Otto Wirz (1929), en collaboration avec Ludwig Gorm
- Das bessere Ich - Hans Joachim Rreimer (1931)
- Die Schale des Brunnens (1937)
- Josef Weinheber : Der Mensch und das Werk (1950)
- Dämon Gift - Ein Buch vom Segen und Fluch der Gifte (1953)
- Die Tautenhayns : Die Gesch. e. Wiener Familie v Biedermeier bis zur Gegenwart (1965)
- K.(u.)k. Hoch- und Deutschmeister (1968)
- Claudia Wagner: Die Zentralkommission zur Bekämpfung (2005), publication posthume

## Sources
- Jacques Baudou et Jean-Jacques Schleret, Le Vrai Visage du Masque, vol. 1, Paris, Futuropolis, 1984, 476 p. (OCLC 311506692), p. 196.
- Vincent Platini (éd.), Krimi. Une anthologie du récit policier sous le Troisième Reich, Toulouse, Anacharsis, 2014.
- Karin Riesinger, Eine literaturpolitische Auseinandersetzung mit dem deutschsprachigen Kriminalroman in der NS-Zeit am Beispiel des Wiener Autors Edmund Finke, Magisterarbeit, Universität Wien, 1994